# 波沃莱达
波沃莱达，是西班牙加泰罗尼亚塔拉戈纳省的一个市镇。总面积14平方公里，总人口347人（2001年），人口密度25人/平方公里。